# Corvus Racer 540
Corvus Racer 540 er et én-sædet monoplanfly, designet til højhastigheds kunstflyvning og air racing.

## Historie
Udviklingen af flyet begyndte i 2007, da Red Bull skrev kontrakt med Corvus Aircraft, om fremstilling af et fly specielt til piloten Péter Besenyei. 
Flyet blev første gang vist frem i 2009, og havde sin første testflyvning i februar 2010. I juni samme år havde flyet debut ved Red Bull Air Race i canadiske Windsor. 